# Nihondaira-Observatorium
Das Nihondaira-Observatorium ist astronomisches Observatorium in der Präfektur Shizuoka auf der Insel Honshū in Japan. Es liegt in der Provinzhauptstadt Shizuoka auf einem Hügel oberhalb der Stadtteils Shimizu und trägt die Registrierungsnummer 385. Hier machte der Amateurastronom Takeshi Urata die Mehrzahl seiner Entdeckungen.
Es ist der Namensgeber des durch den japanischen Astronomen Tsutomu Seki entdeckten Asteroiden (2880) Nihondaira.